# Dicranomyia luteonitens
Dicranomyia luteonitens là một loài ruồi trong họ Limoniidae. Chúng phân bố ở miền Australasia.